# Brian Musau
Brian Muange Musau (29 dicembre 2006) è un mezzofondista keniota.

## Palmarès
| Anno | Manifestazione               | Sede      | Evento        | Risultato | Prestazione | Note                          |
| ---- | ---------------------------- | --------- | ------------- | --------- | ----------- | ----------------------------- |
| 2023 | Africani U18                 | Ndola     | 1500 m piani  | Argento   | 3'50"0      | Miglior prestazione personale |
| 2025 | Giochi mondiali universitari | Reno-Ruhr | 10000 m piani | Oro       | 28'42"39    | Miglior prestazione personale |

## Campionati nazionali
2023
- Eliminato in batteria ai campionati kenioti, 5000 m piani - 13'54"18

## Altre competizioni internazionali
2023
- Argento allo Sharon Colyear-Danville Season Opener ( Boston), 3000 m piani indoor - 7'38"04